# Siphona kairiensis
Siphona kairiensis är en tvåvingeart som beskrevs av O'hara 1983. Siphona kairiensis ingår i släktet Siphona och familjen parasitflugor. Inga underarter finns listade i Catalogue of Life.